# Josef Bělka
Josef Bělka (20. února 1886 Nehvizdy – 14. března 1944 Hlásná Třebaň) byl český fotbalista, útočník a fotbalový trenér.

## Fotbalová kariéra
Hrál za SK Slavia Praha a AC Sparta Praha v předligové éře. Obě pražská „S“ několikrát vystřídal. Průbojný hráč, obávaný střelec. Mistr ČSF 1913. Finalista poháru dobročinnosti 1913. Reprezentoval Čechy ve 4 utkáních a dal 4 góly. Jeho největším úspěchem byla zlatá medaile z amatérského mistrovství Evropy 1911.

## Trenérská kariéra
V roce 1909 narukoval do Kroměříže a stal se trenérem místního klubu SK Haná, předchůdci Hanácké Slavie. V lize vedl FK Viktoria Žižkov v letech 1925–1927.